# Friedrich August Ludwig von Burgsdorf

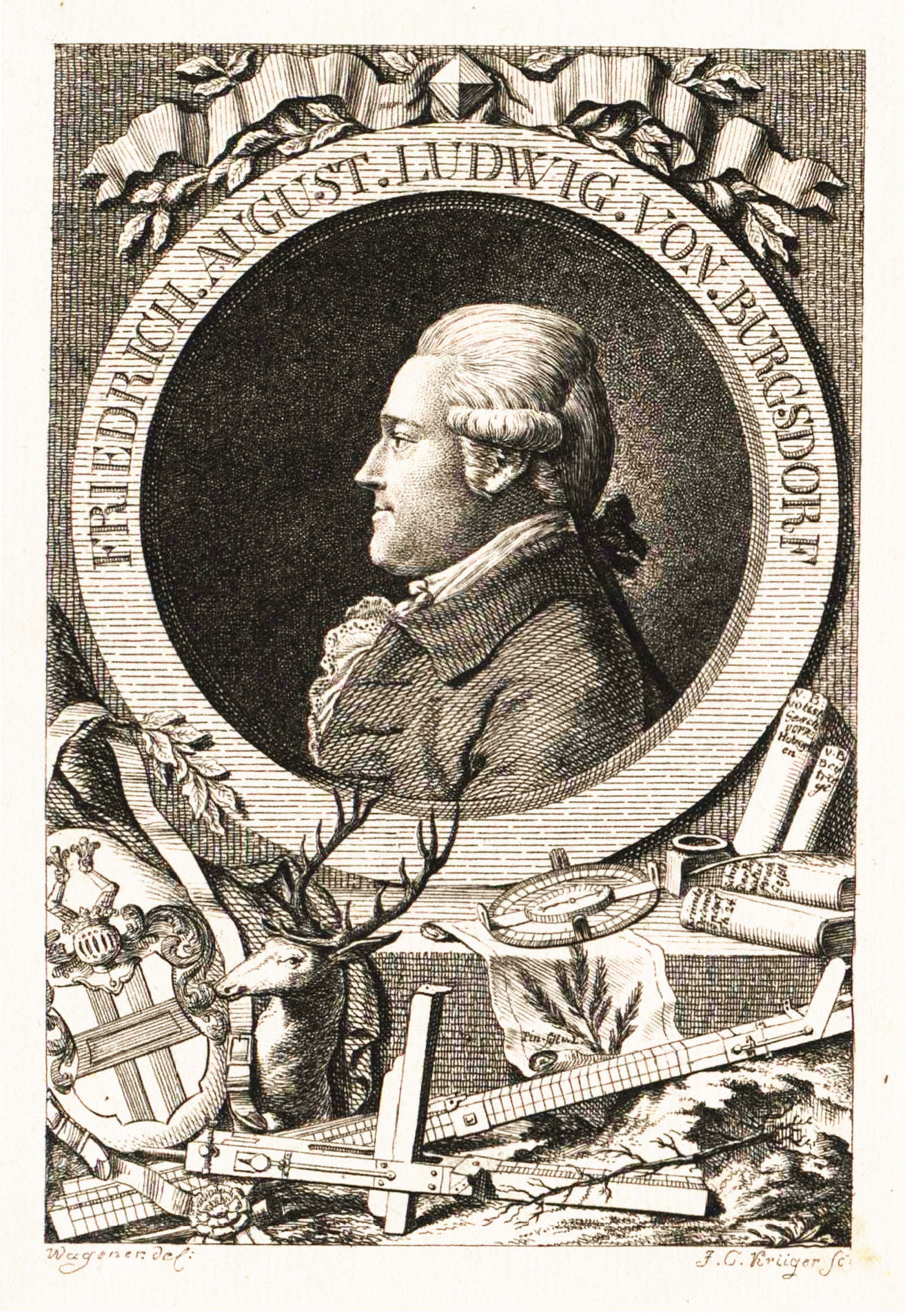
Friedrich August Ludwig von Burgsdorf.

Friedrich August Ludwig von Burgsdorf, född 23 mars 1747 i Leipzig, död 18 juni 1802 i Berlin, var en tysk skogsvetare.
Burgsdorf utnämndes 1787 till professor i skogsvetenskap i Berlin samt blev senare även direktör för skogsakademien i Berlin och chef för skogsväsendet i Kurmark. Hans mest betydande verk är Handbuch der Forstwissenschaft I-III (1788-1800, I, tredje upplagan 1800, II, tredje upplagan 1805, III, andra upplagan samma år), som var epokgörande för sin tid. Burgsdorf, som ivrigt verkade för införande av främmande träslag, skrev bland annat även Anleitung zur sichern Erziehung der einheimischen und fremden Holzarten (tredje upplagan 1805).